# Майкл Клюковскі
Майкл Клюковскі (англ. Michael Klukowski, нар. 27 травня 1981, Амштеттен) — канадський футболіст, що грав на позиції захисника.
Виступав, зокрема, за клуб «Брюгге», а також національну збірну Канади.

## Клубна кар'єра
У дорослому футболі дебютував 1997 року виступами за команду «Оттава Кікз». 
Згодом з 1998 по 2005 рік грав у складі команд «Скарборо Блюз», «Діжон», «Туркуен», «Лілль-2» та «Лув'єрваз».
Своєю грою за останню команду привернув увагу представників тренерського штабу клубу «Брюгге», до складу якого приєднався 2005 року. Відіграв за команду з Брюгге наступні п'ять сезонів своєї ігрової кар'єри. Більшість часу, проведеного у складі «Брюгге», був основним гравцем захисту команди.
Протягом 2010—2012 років захищав кольори турецьких клубів «Анкарагюджю» та «Манісаспор».
Завершив ігрову кар'єру у команді АПОЕЛ, за яку виступав протягом 2012—2013 років.

## Виступи за збірні
Протягом 2001–2003 років залучався до складу молодіжної збірної Канади. На молодіжному рівні зіграв в 11 офіційних матчах.
У 2003 році дебютував в офіційних матчах у складі національної збірної Канади.
У складі збірної був учасником розіграшу Золотого кубка КОНКАКАФ 2009 року у США, розіграшу Золотого кубка КОНКАКАФ 2011 року у США.
Загалом протягом кар'єри в національній команді, яка тривала 10 років, провів у її формі 36 матчів.